# Etiopka
Etiopka (Cyanochen cyanoptera) – gatunek endemicznego dla Etiopii ptaka wodnego z rodziny kaczkowatych (Anatidae).

## Systematyka
Miejsce tego gatunku wśród ptaków wodnych jest nadal nieustalone. Morfologicznie najbliżej jest etiopce do kaczek z rodzaju Tadorna, w którym znajduje się m.in. ohar. Również bliski jest rodzaj Chloephaga z magelankami, gdzie zachowania godowe są bardzo do siebie zbliżone. Jednakże analiza sekwencji mitochondrialnego DNA cytochromu b i genu podjednostki drugiej dehydrogenazy NADH wskazują, że etiopka może należeć do bardzo odmiennego i starego kladu kaczek, razem z gwinejką, innym afrykańskim gatunkiem o niejasnej przynależności systematycznej. Wzór ubarwienia skrzydeł, jeden z lepszych wskaźników morfologicznych dotyczący związków filogenetycznych u ptaków wodnych, wygląda podobnie u obu gatunków, a różni się znacznie od tego u innych kaczek. Dickinson i Remsen w swojej pracy The Howard and Moore Complete Checklist of the Birds of the World wydanej w 2014 roku umieścili takson ten w plemieniu Aythyini w podrodzinie kaczek. Jedyny przedstawiciel rodzaju Cyanochen.

## Charakterystyka

### Wygląd zewnętrzny
To krępy, szaro-brązowy ptak o długości 70 cm z lekko bladą głową i górną częścią szyi. Ma mały, czarny dziób i podobnej barwy nogi. W locie widać jasnoniebieski przód skrzydeł. Płcie są podobne pod względem upierzenia, ale osobniki młodociane są bardziej matowe. Upierzenie etiopki jest gęste, choć nie zbite, jako adaptacja do zimnego klimatu wyżej położonych terenów w Etiopii.

### Głos
Etiopka jest milczącym gatunkiem, ale obie płci mogą wydawać miękkie gwizdy. Nie jest to typowy dla gęsi klangor lub gęganie.

## Środowisko
Głównym siedliskiem etiopki są rzeki, jeziora słodkowodne, bagna, słodkowodne mokradła, zbiorniki wodne oraz subtropikalne i tropikalne wysokogórskie zarośla i użytki zielone.

## Zachowanie

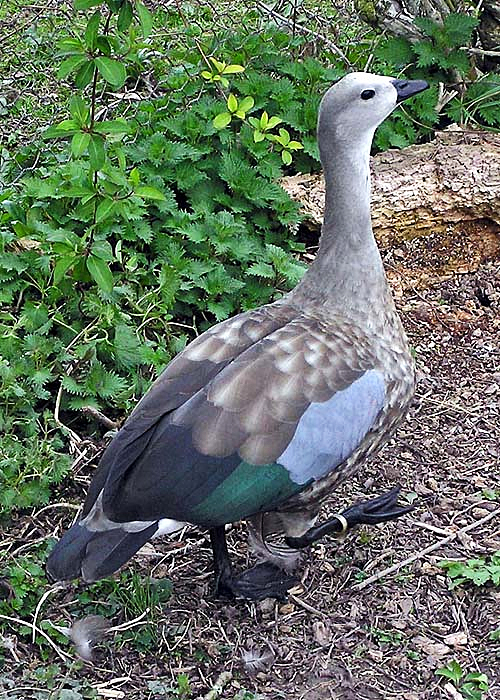
Etiopka to endemiczny gatunek o specyficznym ubarwieniu skrzydeł

Żeruje, zgryzając rośliny na pastwiskach i jest prawdopodobnie w znacznej mierze nocnym ptakiem, który w dzień wypoczywa. Potrafi dobrze pływać i latać, ale jako gatunek typowo ziemny robi to niechętnie i nie wzbija się w powietrze w ucieczce przed człowiekiem. Poza sezonem lęgowym etiopki gromadzą się, tworząc stada.
Pożywienia szuka nad górskimi jeziorami i strumieniami. Uważa się, że ten słabo poznany gatunek buduje gniazda z kępek traw. Kaczka znosi 6–7 jaj.

## Status i zagrożenia
W Czerwonej księdze gatunków zagrożonych IUCN od 2000 roku klasyfikowano etiopkę jako gatunek bliski zagrożenia (NT). Nowe badania wykazały, że jest rzadszym gatunkiem niż sądzono. Wskutek tego w 2008 roku podwyższono status do gatunku narażonego na wyginięcie (VU). W 2022 roku ponownie nadano rangę gatunku bliskiego zagrożenia. W 2016 roku liczebność populacji szacowano na 3000–7000 dorosłych osobników. Trend liczebności populacji uznawany jest za spadkowy. Etiopce grozi utrata i degradacja naturalnych siedlisk. Stwierdzono też odławianie przez miejscową ludność tego i innych gatunków ptaków w celu sprzedaży coraz liczniejszej w Etiopii mniejszości chińskiej.